# Produção em massa

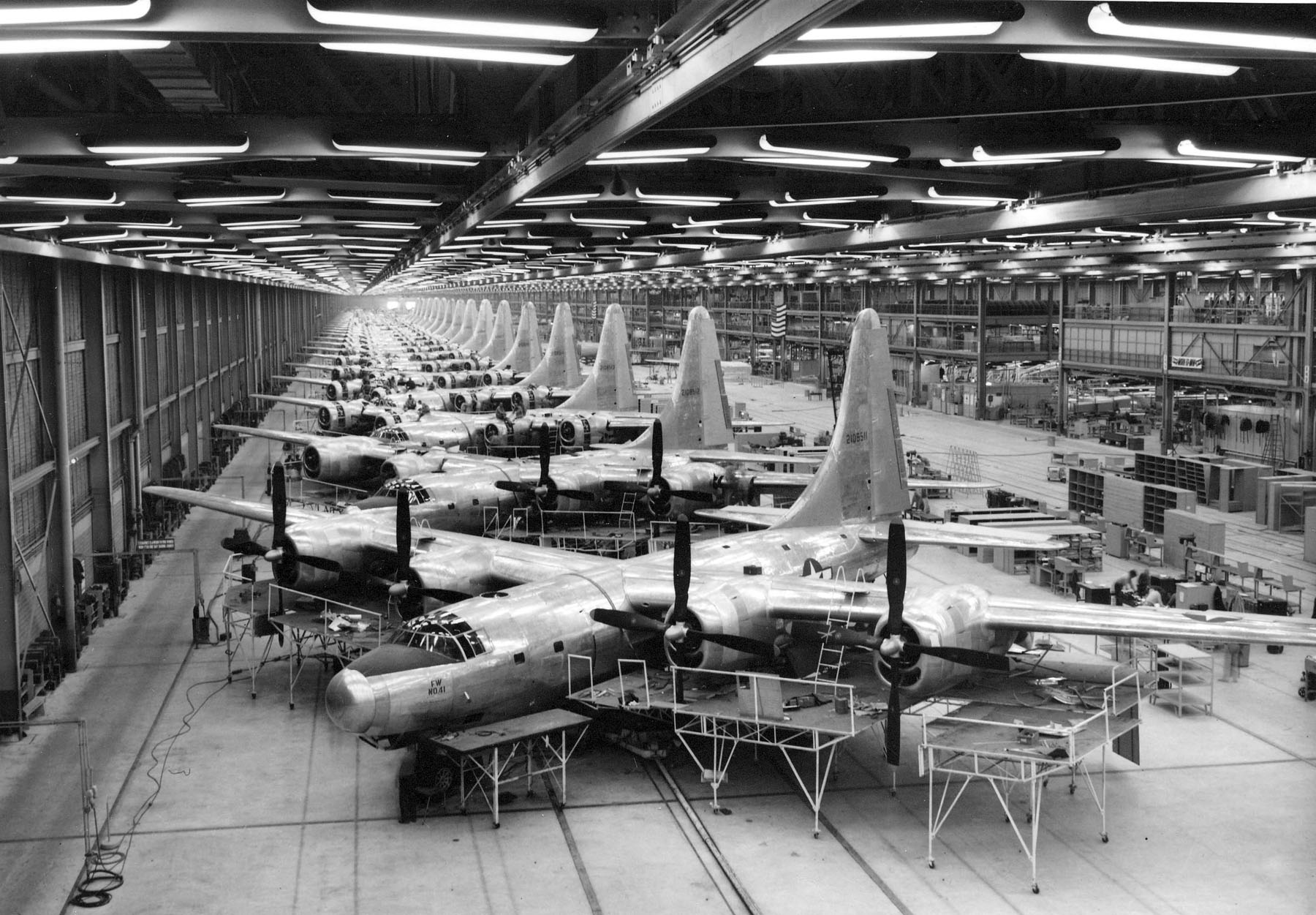
Linha de produção de aeronaves durante a Segunda Guerra Mundial.

Produção em massa é o termo que designa a produção em larga escala de produtos padronizados através de linhas de montagem. Este modo de produção foi popularizado por Henry Ford no início do século XX, particularmente na produção do modelo Ford T. A produção em massa se tornou um modo de produção muito difundido pois permite altas taxas de produção por trabalhador e ao mesmo tempo disponibiliza produtos a preços baixos.
A produção em massa faz uso intensivo de capital, ou seja, utiliza uma alta proporção de máquinas em relação ao número de trabalhadores. Com o custo do trabalho mais baixo e alta taxa de produção, a proporção de capital aumenta enquanto as despesas correntes diminuem, em comparação com outros modos de produção. Porém, o montante capital necessário para montar o parque de máquinas de uma fábrica é tão alto, que é necessário um certo grau de segurança, ou seja, é preciso que o retorno do investimento seja garantido, para que o risco seja assumido pelo capitalista.

## Decadência da produção em massa

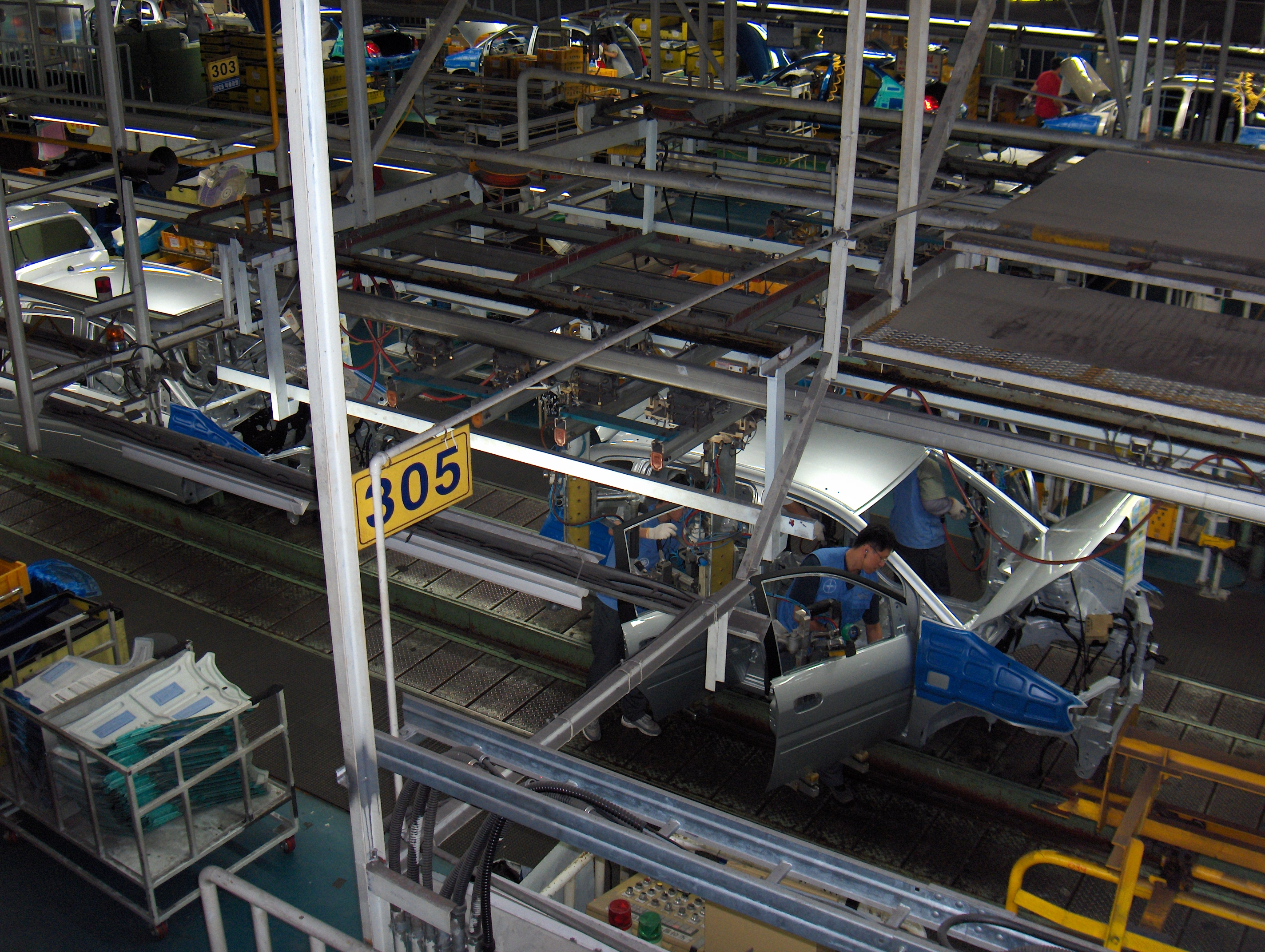
Fábrica da Hyundai na Coreia do Sul.

A partir da década de 80, constatou-se que o Japão produzia automóveis melhores, mais baratos e com uma produtividade maior à dos países desenvolvidos ocidentais. Assim começa a sair de cena a produção em massa e entra a produção enxuta. A General Motors lançou carros de várias cores e modelos, diferentemente da Ford, que produzia carros de mesmo modelo e mesma cor (preta), com isso a GM ultrapassou a Ford, como a maior montadora do mundo.
A Produção em massa prosperou principalmente nos Estados Unidos, porque havia abundância de recursos e um mercado pouco competitivo e inexplorado. Com o acirramento da concorrência japonesa , os fabricantes americanos e mais tarde o mundo inteiro, passam a adotar as técnicas da Produção enxuta ou Sistema Toyota de Produção.

## O uso de linhas de montagem
Numa fábrica de produtos mais complexos, ao invés de uma linha de montagem, existem muitas linhas de montagens auxiliares alimentando a linha principal, com as partes que formarão o produto final. Um diagrama de uma fábrica típica se parece mais com uma espinha de peixe do que com uma linha reta.
Este arranjo também é utilizado em manufaturas que produzem alimentos continuamente.

## Vantagens e desvantagens
As economias geradas pela produção em massa vem de vários fatores. Em primeiro lugar ela permite a redução de vários tipos de esforço não produtivo. Na produção artesanal, o artesão precisa adquirir os componentes, juntar as diversas partes e precisa localizar as várias ferramentas que utiliza durante as muitas tarefas que realiza. Na produção em massa, cada trabalhador repete uma ou poucas tarefas relacionadas, que utilizam a mesma ferramenta, realizando operações praticamente idênticas no fluxo de produtos. A ferramenta certa e os componentes necessários estão sempre a mão, o trabalhador gasta menos tempo obtendo ou preparando materiais e ferramentas, consequentemente, o tempo gasto na produção de um produto é menor do que nos métodos tradicionais.
A probabilidade de um erro humano ou de variação na qualidade também é reduzida, já que as tarefas são predominantemente realizadas por máquinas. A redução nos custos do trabalho, como o aumento nas taxas de produção, possibilitam que a empresa produza grandes quantidades de um produto por um preço mais baixo que os modos de produção tradicionais, que não utilizam métodos lineares.
Porém, a produção em massa é inflexível e torna difícil a alteração no desenho de um processo de produção cuja linha de produção já foi instalada. Além disso, todos os produtos produzidos por uma linha de produção serão idênticos ou muito similares, e não podem ser criados para atender gostos e preferências individuais. Entretanto, alguma variação pode ser obtida se forem aplicadas finalizações e acabamentos no final da linha de montagem, se necessário.

## Integração vertical
A integração vertical é uma prática de negócios que envolve a tomada do controle total sobre a produção de um produto, da matéria prima até a montagem final, ou seja, toda matéria prima utilizada na fabricação dos automóveis eram produzidas dentro da própria fábrica de automóveis, onde a matéria prima produzida entrava por um lado da linha de produção e o produto pronto saia por outro lado.
Na era da produção em massa, este modelo causou problemas comerciais e de transporte. Alguns governos impuseram barreiras aos produtos finalizados, e os sistemas de transporte não estavam preparados para transportar os grandes volumes de automóveis (no caso do Henry Ford) sem causar danos.

## História
Ford foi o primeiro a introduzir a produção em massa nos tempos recentes, a ideia foi inicialmente desenvolvida em Veneza centenas de anos antes, onde navios eram produzidos deste modo, utilizando partes pré-manufaturadas e linhas de montagem.
O arsenal de Veneza, aparentemente, produzia um navio por dia. No seu auge, esta fábrica empregava por volta de 16 000 pessoas.
A produção em massa na indústria da imprensa é comum desde que Johannes Gutenberg publicou a primeira bíblia utilizando a tecnologia da impressão, na metade do século XV.
Durante a guerra civil americana, o Springfield Armoury iniciou a produção de armas em larga escala, utilizando partes permutáveis.
Na revolução industrial, técnicas simples de produção em massa foram usadas nas usinas de Portsmouth, que produziam polias utilizadas em navios da Marinha Real Britânica durante as guerras napoleônicas. Estas técnicas também foram usadas na produção de relógios e de pequenas armas.